# Adam Adamczyk
Adam Adamczyk (Varsovia, 1 de octubre de 1950) es un deportista polaco que compitió en judo. Ganó una medalla en el Campeonato Mundial de Judo de 1975, y seis medallas en el Campeonato Europeo de Judo entre los años 1974 y 1979.
Participó en dos Juegos Olímpicos de Verano en los años 1972 y 1976, su mejor actuación fue un decimotercer puesto logrado en Montreal 1976 en la categoría de –80 kg.

## Palmarés internacional
| Campeonato Mundial | Campeonato Mundial    | Campeonato Mundial | Campeonato Mundial |
| Año                | Lugar                 | Medalla            | Categoría          |
| ------------------ | --------------------- | ------------------ | ------------------ |
| 1975               | Viena (Austria)       | Medalla de bronce  | –80 kg             |
| Campeonato Europeo |                       |                    |                    |
| Año                | Lugar                 | Medalla            | Categoría          |
| 1974               | Londres (Reino Unido) | Medalla de bronce  | –80 kg             |
| 1975               | Lyon (Francia)        | Medalla de bronce  | –80 kg             |
| 1976               | Kiev (URSS)           | Medalla de plata   | –80 kg             |
| 1977               | Ludwigshafen (RFA)    | Medalla de oro     | –78 kg             |
| 1978               | Helsinki (Finlandia)  | Medalla de plata   | –78 kg             |
| 1979               | Bruselas (Bélgica)    | Medalla de bronce  | –78 kg             |